# 艾蒂安·奥西安·亨利
艾蒂安·奥西安·亨利（法語：Étienne Ossian Henry，1798年11月27日—1873年8月26日）是一位法国化学家，知名于发现芥子碱。